# Doctor Khumalo
Theophilus "Doctor" Khumalo (Soweto, 26 de junho de 1967) é um ex-futebolista sul-africano que atuou como meio-campista. Disputou a Copa do Mundo de 1998.

## Clubes
Defendeu o Kaizer Chiefs, Ferro Carril Oeste e o Columbus Crew.

## Seleção Sul-Africana
Khumalo estreou na Seleção Sul-Africana de Futebol em 1992 e conseguiu disputar a sua primeira Copa do Mundo, em 1998, na França. Usou a camisa 15 no torneio.
A África do Sul se classificou para a Copa da Coreia/Japão, em 2002, mas Khumalo já havia se despedido dos Bafana Bafana no ano anterior. Ele se aposentou como jogador ainda em 2002.

## Títulos
África do Sul
- Campeonato Africano das Nações: 1996